# Neptune (1887)
Le Neptune est un cuirassé français lancé le 7 mai 1887 à Brest et désarmé en 1908.

## Description
Le Neptune est un cuirassé de la classe Marceau, analogue au Marceau, lancé lui aussi en 1887 (mais à La Seyne-sur-Mer) et au Magenta, lancé en 1890 à Brest. Il fut mis en service le 23 décembre 1892 et retiré du service en 1908 et coulé comme cible en 1913.
Basé à Toulon à partir de janvier 1893, il effectua une croisière au Levant et servit notamment lors de l'insurrection en Crête en 1896. Sa carrière fut brève car il fut mis en réserve dès 1900 après avoir été attaché à la division d'instruction à Brest dès 1898.
Le Neptune fut placé dans la réserve à Brest. Le 29 août 1902, vers 9 heures une voie d'eau se produisit. L'eau avait envahi les double-coques et les double-fonds, le commandant fit sonner, à dix heures, le branle-bas de combat et les pompes mises en mouvement jusqu'à minuit.
Il a fait l'objet d'une description détaillée dans un article de Maurice Rambarde publié en 1892.

Images
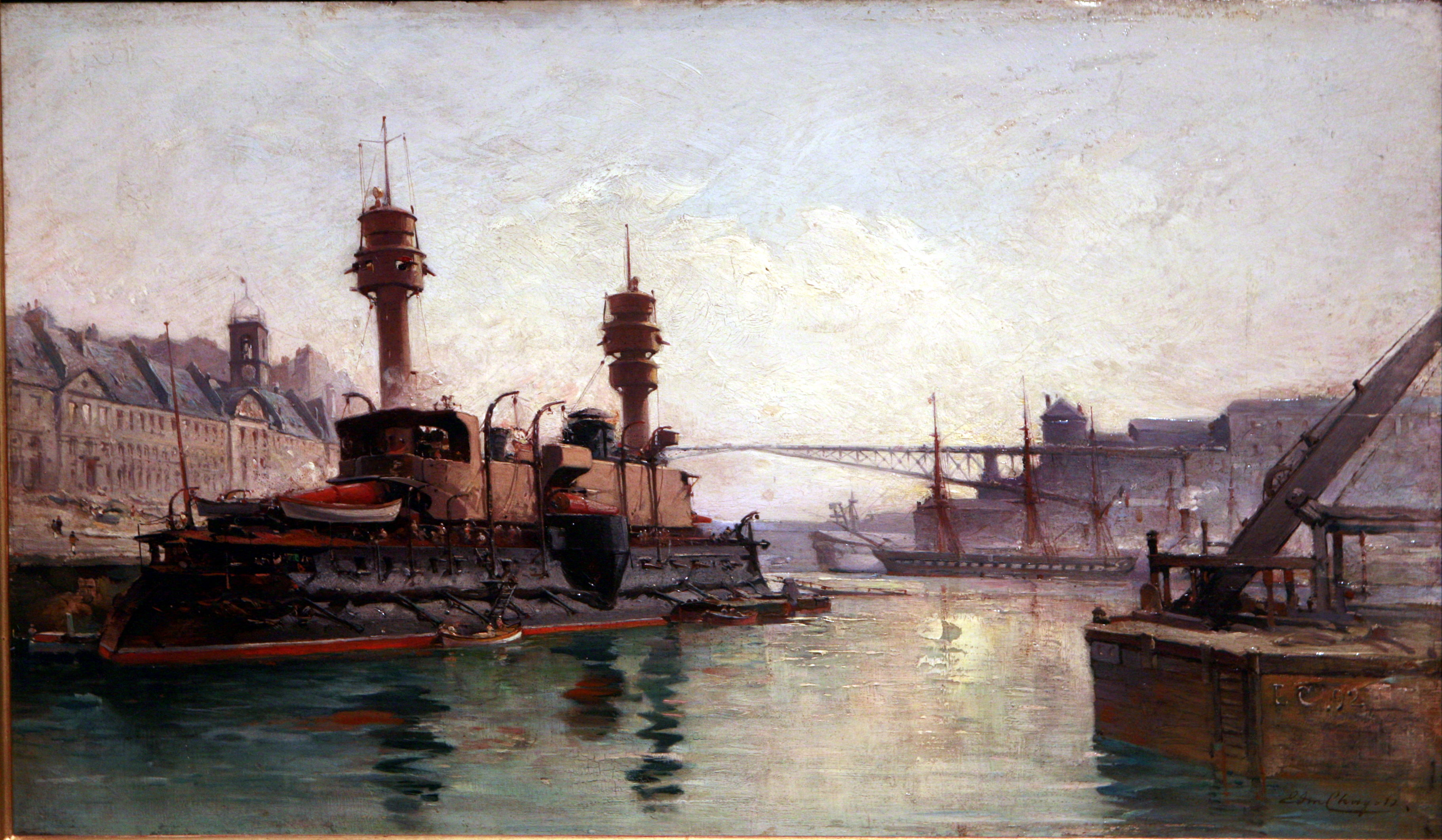
Le cuirassé Neptune sur la rivière Penfeld par Edmond Chagot, 1892, huile sur bois, musée des beaux-arts de Brest
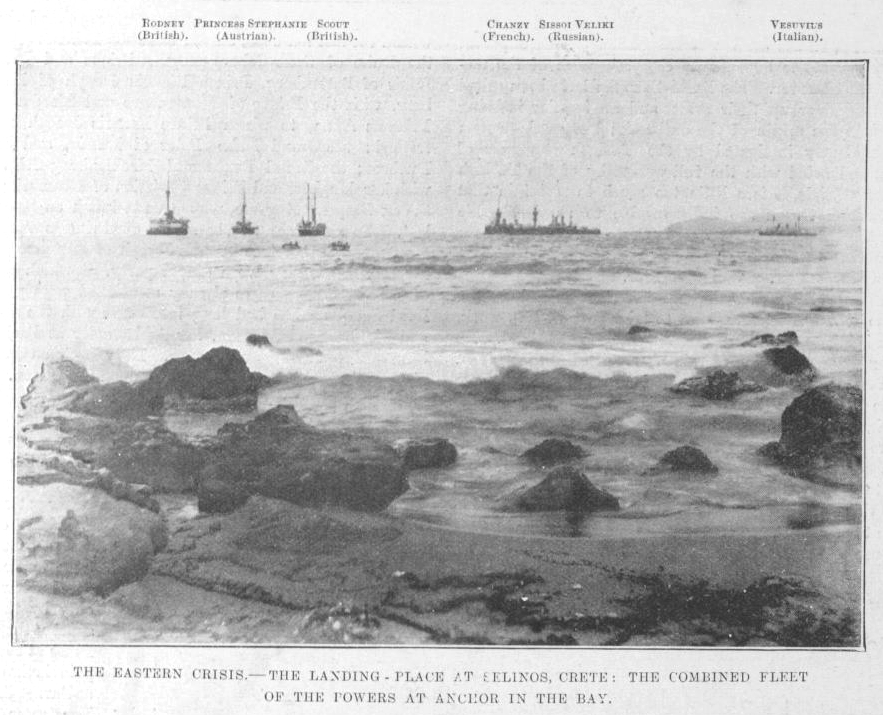
L'escadre des grandes puissances devant les côtes de la Crète ottomane pendant la révolte de 1897
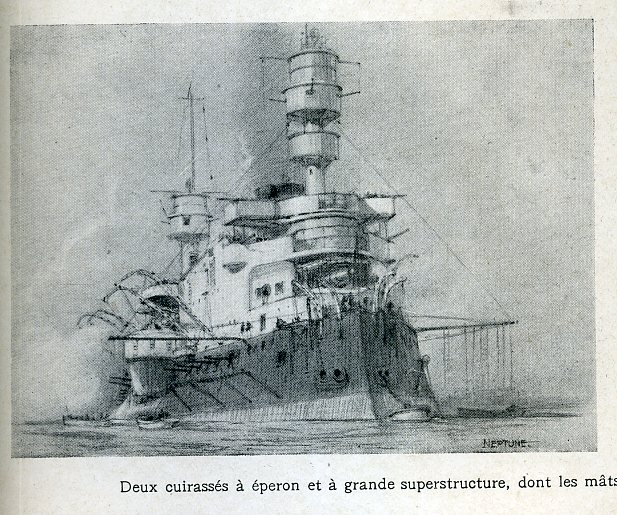
Le Neptune, L'Illustration, 1924

## Commandants
- Victor Maurice Fontaine (1857-1933), capitaine de frégate, commandant en 1906 de ce bâtiment à l'abandon[4]